# Wasserturm Krempe
| Wasserturm Krempe                                                                        | Wasserturm Krempe           |
| Wasserturm Krempe                                                                        | Wasserturm Krempe           |
| Daten                                                                                    | Daten                       |
| ---------------------------------------------------------------------------------------- | --------------------------- |
| Baujahr:                                                                                 | 1902                        |
| Turmhöhe:                                                                                | 35,8 m                      |
| Nutzhöhe:                                                                                | 26,8 m                      |
| Behälterart:                                                                             | Barkhausen                  |
| Volumen des Behälters:                                                                   | 200 m³                      |
| Stilllegung:                                                                             | 1972                        |
| Ursprüngliche Nutzung:                                                                   | Städtische Wasserversorgung |
| Heutige Nutzung:                                                                         | Leerstand                   |
| Die Schieferverkleidung des Turmkopfs ist an der Witterungsseite weiter heruntergezogen. |                             |

Der Wasserturm von Krempe steht auf dem Mühlenberg. Dort stand vorher die Wallmühle, eine Holländer-Windmühle. Der Mühlenberg ist der Rest der Südost-Bastion der ehemaligen Festungsanlage, die die Stadt bis 1706 umgab.

## Bauwerk
Der 1902 errichtete Wasserturm ist ein im Grundriss kreisrunder Bau mit einer Höhe von 35,8 m. Der Schaft ist mit Backsteinen gemauert. Im Behälterbereich ist der Turm nur wenig breiter. Das hängt damit zusammen, dass kein Intze-Behälter, sondern ein Barkhausen-Behälter eingesetzt wurde. Dieser Behälter mit halbkugelförmigem Behälterboden benötigt keinen Stützring mehr und stellt daher einen Fortschritt dar.
→ Näheres zu den Behälterformen im Hauptartikel Wasserturm
Die Ummantelung des Kremper Behälters besteht aus einem verputzten Eisengerüst, das außen mit Schiefer verkleidet wurde. Den Abschluss bildet ein Kegeldach, auf dessen Spitze eine Sendeantenne angebracht ist.

## Geschichte der Wasserversorgung in Krempe
Bis Anfang des 20. Jahrhunderts gab es in Krempe keine zentrale Wasserversorgung. Das Wasser wurde teilweise aus der Kremper Au oder dem Burggraben entnommen, teilweise wurde auch Regenwasser aufgefangen. Die zunehmende Verschlechterung der Wasserqualität – verursacht durch Abwässer der Haushalte und einer Lederfabrik – führte um 1900 zum Wunsch nach einer zentralen Versorgung. Allerdings hielten viele Bürger das Vorhaben für zu teuer und für eine Stadt mit damals nur 1500 Einwohnern überdimensioniert. Schließlich setzten sich die Befürworter durch.
In den Jahren 1901 und 1902 wurde in der Kremperheide ein Wasserwerk mit Brunnen und Maschinenhaus gebaut. Zur Bevorratung und zur Erzeugung eines gleichbleibenden Wasserdrucks errichtete man 1902 den Wasserturm auf dem Mühlenberg. Dazu wurde die alte Mühle abgerissen.
Die Bauarbeiten übernahm die AG Licht Kraft und Wasser aus Neumünster. Dabei kam es zu Streitigkeiten mit der Stadt, weil ungeeigneter Putz für die Ummantelung des Behälters eingesetzt wurde. Man einigte sich auf eine zusätzliche Schieferverblendung, um Witterungsschäden vorzubeugen.

## Stilllegung und weitere Nutzung
Der Wasserturm war bis 1972 in Betrieb. Dann verkaufte die Stadt die Stadtwerke an die Schleswag. Es erfolgte die Stilllegung, weil der Turm zur Zwischenspeicherung nicht mehr gebraucht wurde. Der Turm ist weiterhin ein markanter Punkt im Ortsbild, wird aber nicht mehr genutzt, wenn man von der Sendeantenne auf der Turmspitze absieht. Der Turm ist stark renovierungsbedürftig.
Heute bezieht Krempe das Trinkwasser vom Wasserverband Krempermarsch.